# Ян Білецький
Ян Білецький (пол. Jan Bielecki) — шляхтич, герой однойменної поеми Юліуша Словацького. У дитинстві потрапив до татарського полону, де провів багато років. Після повернення став королівським тлумачем. Власник маєтності — селі Гиновичі, подарованого королем, яку відібрав представник роду магнатів Сенявських. У відповідь Білецький у 1588 році скористався з татарського нападу, яких нацькував зробити напад на маєтності Сенявських. Як покарання отримав анатему.
За переказами, помер на порозі церкви святого Миколая. Його дружина Анна, яка походила з Адамівки, викопала для чоловіка могилу його шаблею, де й поховала. Зранку її знайшли неживою біля могили.